# 清水镇 (广元市)
清水镇，原为清水乡，是中华人民共和国四川省广元市昭化区下辖的一个乡镇级行政单位。2019年12月，撤销清水乡、香溪乡，设立清水镇，以原清水乡和原香溪乡及原张家乡石庙村、尖山村、金紫村、松梁村、茯苓村所属行政区域为清水镇的行政区域，清水镇人民政府驻清水南路5号。

## 行政区划
清水镇下辖以下地区：
龙凤村、树丰村、安山村、关帝庙村、清凉村、艺丰村、普贤村和文华村。